# 無償教育
無償教育（むしょうきょういく、英語: Free education ）とは、授業料を取らずに、政府支出または慈善団体を通じて出資された教育である。無償高等教育に関しては、多数の模範となる制度が提案されている。小学校とその他の総合中等学校または義務教育は多くの国々で無償であり（ただし、初等教育の教科書および一定の第3期教育の事務管理費と諸雑費は含まれないことが多い）、北欧諸国では大学院教育が含まれる。
社会権規約 第13条で、初等教育での無償教育に加え、中等教育と高等教育での無償教育の漸進的導入が権利として規定されている。　

## 各国の状況

### ノルウェー

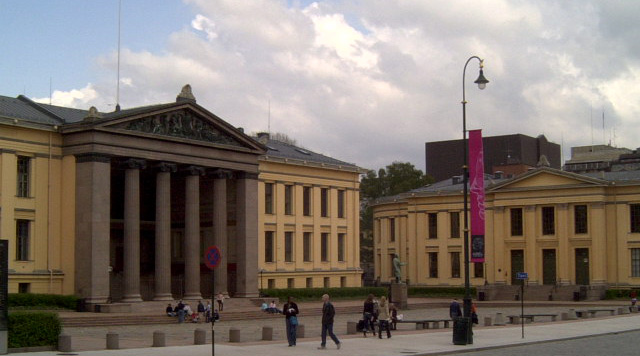
オスロ大学では、EU圏の学生に対して無償教育を提供している。

ノルウェーの公立教育機関では、EU・EEA・EFTA圏内の学生に対して無償教育が提供されている。2023年度までは留学生を含む全ての学生の授業料が無料であったが、2023年の法改正によってEU圏外の学生に対する授業料が導入された。
オスロ大学では、600クローネ（8000円弱 ）の学期納付金を除いて授業料がかからない。

### スウェーデン
スウェーデンの大学では、従来、留学生を含め（学生ユニオンへの登録料を除き）授業料を払う必要がなかったが、2011年の秋学期から、EU・EEA・EFTA圏外の学生に対して授業料を徴収する制度が導入された。

### デンマーク
デンマークではEU・EEA・EFTA圏内の学生に対して大学が無償化されているほか、18歳以上の学生または18歳未満で高等教育を受けている学生に対して毎月の給付金である学生給付金（デンマーク語: Statens Uddannelsesstøtte、SU ）が支給される。

### エストニア
エストニアでは、2013年から高等教育を無償化している。

### フランス
フランスではEU・EEA圏内とスイス、カナダ・ケベック州の学生に対して大学と大学院で準無償教育が提供されており、2023年時点で大学の登録料が年間あたり学士課程170ユーロ、修士課程243ユーロ、博士課程380ユーロとなっている。また、登録料については、親の収入等の社会的基準により段階的に減免・完全免除の制度が存在している。

### ドイツ
ドイツの州立高等教育機関では1970年に授業料が廃止され、2020年時点で州により学籍登録料と除籍料が徴収されるほか、16州中8州で標準学修期間を超えて在学する学生から授業料を徴収している。
ドイツの州立高等教育機関では授業料の徴収について二転三転した歴史がある。1990年代には財政の逼迫により各州で有償化が検討されたが、1998年に発足したシュレーダー政権が無償教育を訴え州政府と対立、連邦政府により高等教育大綱法が改正され統一的な授業料無償化が規定されたものの、2005年に連邦憲法裁判所によって違憲判決が下り、2008年の段階で16州中7州で授業料が導入されることとなったが、これに対して学生を中心とした抗議デモが発生、政治的にも争点化し州議会選挙で授業料の廃止を掲げた政党が勝利するケースが相次いだことにより、2014年冬に授業料を廃止したニーダーザクセン州を最後に授業料を徴収する州は再び無くなっている。

### その他
アルゼンチンそしてブラジル、キューバ、チェコ、ギリシャ、ハンガリー、トルコ、ウルグアイは、その市民に対して専門学校と大学を含めた全ての段階での無償教育を規定している。
チリでは2008年より大学の無償化が実施されている。